# Pseudocalamobius filiformis
Pseudocalamobius filiformis är en skalbaggsart som beskrevs av Leon Fairmaire 1888. Pseudocalamobius filiformis ingår i släktet Pseudocalamobius och familjen långhorningar.
Artens utbredningsområde är Taiwan. Inga underarter finns listade i Catalogue of Life.